# 悠木りおん
悠木 りおん（ゆうき りおん）は、日本の漫画家。女性。

## 概要
主に女性向けの恋愛漫画および成人向け漫画作品を描いている。単行本は主に竹書房から刊行されている。ジャンルは純愛作品から背徳的な作品まで幅広く扱う。登場人物の心情の描写に特色がある。

## 作品
- 桜貝のためいき（大都社） ISBN 978-4886537768 （2003年6月）
- Desire（竹書房）ISBN 978-4812459713（2004年6月）
- あふれるくらいに溺れさせて（竹書房）ISBN 978-4812467688（2007年11月）
- あなたの一番になりたい（竹書房）ISBN 978-4812464977（2006年8月）
- たくらみに穢された想い（三和出版）ISBN 978-4883563753 （2006年12月）
- 聞かせてよ、恋心。（竹書房）ISBN 978-4812458334（2003年7月）
- ラブ・モルモット（ぶんか社）ISBN 978-4821183494（2006年11月）
- セルフィッシュボーイ（竹書房）ISBN 978-4812462171（2005年7月）
- ジュエリーデザイナーはロマンティスト（宙出版）ISBN 978-4776723363（2007年10月）
- トライアングルハート（竹書房）ISBN 978-4812471449（2009年8月）